# 延平鄉
延平鄉（布農語：Pasikau）位於中華民國臺東縣中西部，為臺東縣的山地鄉之一。北臨海端鄉，東接鹿野、東河兩鄉，東南為卑南鄉，西及西南界高雄市茂林區、屏東縣霧臺鄉。區域面積約為456平方公里，是臺東縣僅次於海端鄉的面積第二大行政區。
全境地處中央山脈之上，山地約佔全鄉總面積的95%。鄉內居民主要為布農族，地方通行語為布農語。經濟產業以農業為主，有玉米、小米、水稻、梅、鳳梨等農作物。1968年，來自該鄉紅葉村的紅葉少棒隊，一舉擊敗日本少棒明星隊，成為台灣從艱困環境中站上國際體壇舞台的代表，聲名大噪，開啟了台灣三級棒球的黃金時代。

## 歷史
延平鄉早期原為魯凱族原住民（萬山、大南）的獵場，約在清嘉慶年間，有原居住於南投山區一帶的布農族原住民進入該鄉境內開墾建社，是延平鄉開發之始。
日治時期，此地屬台東廳關山郡蕃地，由臺灣總督府警察直接管理。1941年發生內本鹿事件，原在居住在中央山脈一側的布農族被強迫遷居至鹿野位於海岸山脈一側的雷公火上野、中野、下野。戰後初期延平鄉原屬臺東縣鹿野鄉的一部分，1946年才將日治時期的蕃地與海岸山脈一側的布農族聚落（即海岸山脈的上野、中野、下野整併為鸞山村，並以鹿野溪溪床與中央山脈的延平鄉連結）以延平郡王鄭成功的「延平」為鄉名設置「延平鄉」至今。二十世紀末起原住民民族意識抬頭，許多原住民鄉開始改回原住民風格的鄉名，2014年延平鄉鄉長亦表示延平與該地並無關係，並開始與鄉內討論新的鄉名。

## 人口
根據臺東縣關山戶政事務所及內政部戶政司統計，2024年底延平鄉戶數約1.1千戶，人口約3.6千人，人口密度每平方公里僅約8人，在全臺灣所有鄉鎮市區中人口密度排行倒數第四。鄉內人口最多與最少的村分別是桃源村與鸞山村，2024年底兩村人口分別為1,225人與388人。

## 政治

### 歷任首長
| 屆數       | 姓名     | 任期                    |
| ---------- | -------- | ----------------------- |
| 前1-2      | 胡元貞   | 1947.01-1950.01         |
| 1-3        | 林生     | 1951.02-1959.12         |
| 4-5        | 余忠義   | 1960.01-1968.02         |
| 6-7        | 胡洋考   | 1968.03-1973.04         |
| 8-9        | 古義     | 1977.12-1986.02         |
| 10         | 蔡全福   | 1985.03-1990.02         |
| 11-12      | 邱勝英   | 1990.03-1998.02         |
| 13-14      | 胡武仁   | 1998.03-2006.02         |
| 15         | 胡振英   | 2006.02-2008.05（病逝） |
| 15（代理） | 胡榮典   | 2008.06-2010.02         |
| 16-17      | 胡榮典   | 2010.03-2018.12         |
| 18         | 胡黃廣文 | 2018.12-2022.12         |
| 19         | 光雄     | 2022.12-                |

### 鄉政組織

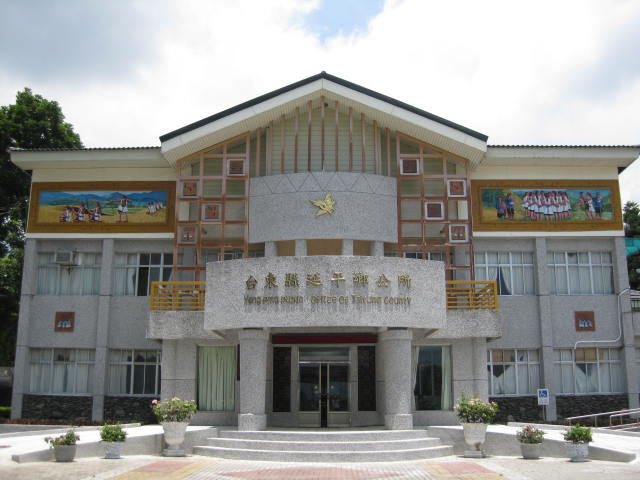
延平鄉公所

延平鄉公所是延平鄉最高層級的地方行政機關，在中華民國政府架構中為鄉自治的行政機關，同時負責執行縣政府及中央機關委辦事項，延平鄉的自治監督機關為臺東縣政府。鄉長由全體鄉民直接選舉產生，任期為四年，可連選連任一次。延平鄉公所並置鄉政會議，為鄉政最高決策機構，在鄉長之下，設有4課2室等6個內部單位及3個附屬機關。
延平鄉民代表會是延平鄉的最高民意機關，代表延平鄉全體鄉民立法和監察鄉政。鄉民代表由公民直選選出，任期為四年，可連選連任。延平鄉民代表會共有7位鄉民代表，分別為第一選區4席鄉民代表、第二選區2席鄉民代表、第三選區1席鄉民代表，主席、副主席由7位鄉民代表互選產生。

### 行政區劃
以下列出的「村」屬於行政區劃，因此村內可能有數個部落。

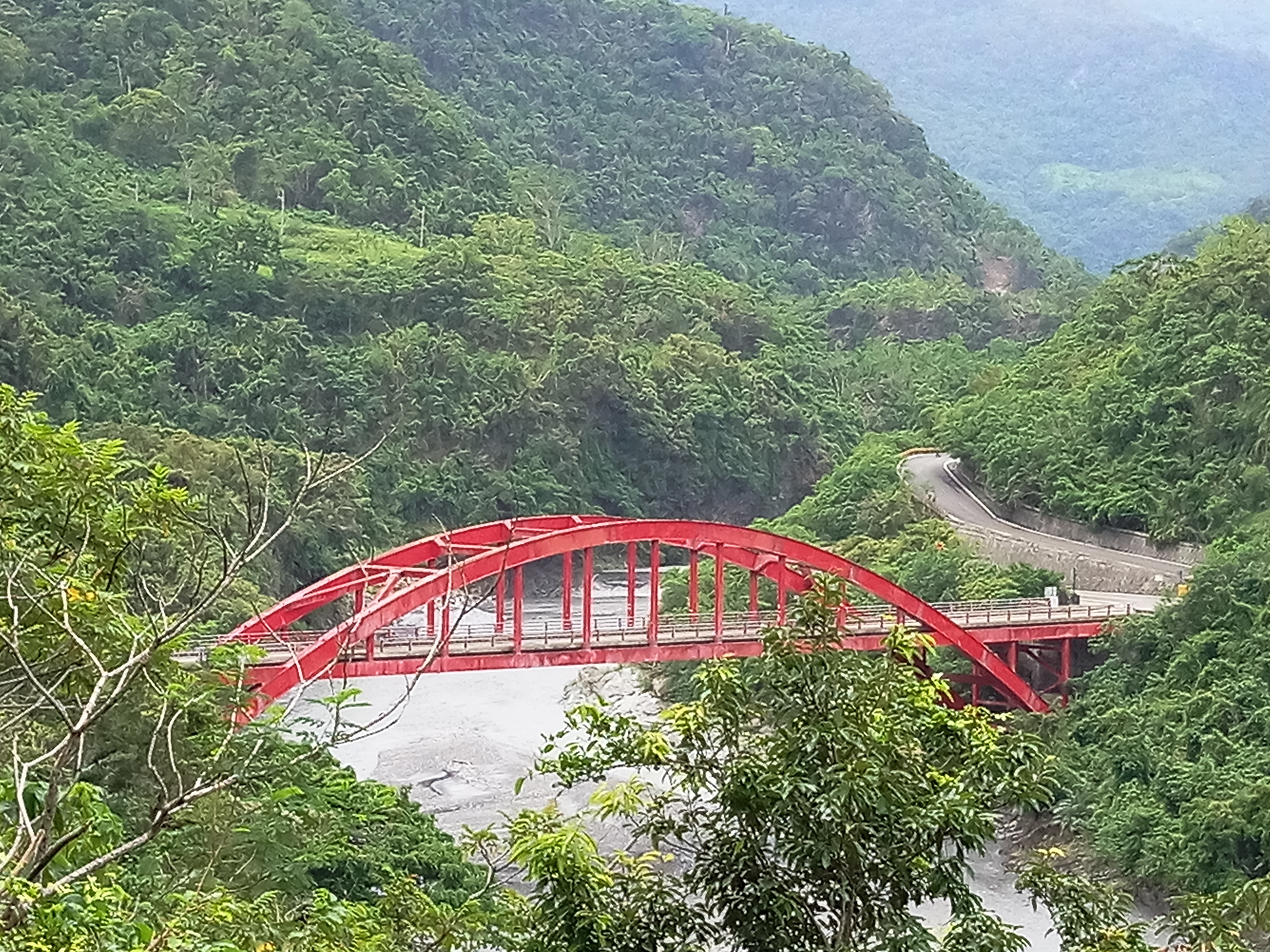
紅葉橋

- 武陵村（位於鹿寮溪流域）
  - 布拉夫部落（Buklavu，武陵）
- 永康村（鄰近鹿野高台）
  - 蘇儂頌部落（Sununsung，永康）
- 桃源村（位於鹿野溪下流）：鄉行政中心。
  - 達魯那斯部落（Talunas，鹿鳴）
  - 巴喜告部落（Pasikau，桃源）
  - 卡努舒岸部落（Kainisungan / Shimosato，下里）
- 紅葉村（位於鹿野溪上流）
  - 卡米莎度部落（Kamisatu，上里）
  - 瓦岡岸部落（Vakangan，紅葉谷）
- 鸞山村（位於卑南溪畔）
  - 卡米努部落（Kaminu，上野 / 梅山）
  - 拿卡努部落（Nakanu，中野 / 鸞山）
  - 米娜咪部落（Minami，下野 / 榕山）

| 延平鄉行政區劃                           |
| 桃源村 紅 葉 村 永 康 村 武陵村 鸞 山 村 |

## 教育

### 國民中學
- 臺東縣立桃源國民中學

### 國民小學
- 臺東縣立延平鄉桃源國民小學
- 臺東縣立延平鄉武陵國民小學
- 臺東縣立延平鄉紅葉國民小學
- 臺東縣立延平鄉鸞山國民小學

## 交通

### 公路
- 台9線（花東公路）
- 縣道197號
- 東32線
- 東36線
- 東40線

### 客運
- 東台灣客運

## 旅遊景點
| - 松楓橋 - 紅葉少棒紀念館 - 布農部落休閒農場 - 中華民國農業部 - 臺東紅葉村臺東蘇鐵自然保留區 - 關山野生動物重要棲息環境 - 雙鬼湖野生動物重要棲息環境 - 舊鹿鳴橋 |

## 特產
- 李子
- 甘蔗
- 梅花

## 著名人物
- 王宏恩（武陵村）
- 許志華（武陵村）

## 外部連結
- 延平鄉公所
- 紅葉少棒紀念館